# Groupe de NGC 5365
Le groupe de NGC 5365 est un trio de galaxies situé dans la constellation du Centaure. La distance moyenne entre ce groupe et la Voie lactée est d'environ 41,1 Mpc (∼134 millions d'al). 

## Membres
Le tableau ci-dessous liste les trois galaxies du groupe indiquées dans l'article de A.M. Garcia paru en 1993.
| Nom       | Class.      | Type                        | α (J2000.0)   | δ (J2000.0)  | Vitesse radiale (km/s) | m    | Distance (Mpc) | Diamètre (kal) |
| --------- | ----------- | --------------------------- | ------------- | ------------ | ---------------------- | ---- | -------------- | -------------- |
| NGC 5365  | (R)SB0^-(s) | Lenticulaire                | 13h 57m 50.6s | -43° 55′ 53″ | 2467 ± 20              | 11,4 | 39,8 ± 2,8     | 154            |
| ESO 271-4 | SB(s)dm     | Spirale barrée magellanique | 13h 55m 22.2s | -44° 28′ 42″ | 2435 ± 10              | 12,5 | 39,3 ± 2,8     | 52             |
| NGC 5365A | Sab         | Spirale                     | 13h 56m 39.5s | -44° 00′ 33″ | 2760 ± 8               | 12,8 | 44,1 ± 3,1     | 125            |

Le site DeepskyLog permet de trouver aisément les constellations des galaxies mentionnées dans ce tableau ou si elles ne s'y trouvent pas, l'outil du site constellation permet de le faire à l'aide des coordonnées de la galaxie. Sauf indication contraire, les données proviennent du site NASA/IPAC.